# Blancanieves (película de 2001)
Snow White: The Fairest of Them All (titulada Blancanieves en español) es una película de fantasía y aventuras de 2001, hecha para televisión y basada en el cuento de hadas de Blancanieves de los Hermanos Grimm. Fue producida por Hallmark Entertainment y dirigida por Caroline Thompson.

## Argumento
A John y Josephine, un matrimonio de campesinos, les gustaría mucho tener un hijo. Cuando por fin llega el momento, la pareja tiene una preciosa hija con el pelo negro como la noche, la piel blanca como la nieve y los labios rojos como la sangre. Los campesinos deciden llamar a su hija recién nacida Blancanieves. Desafortunadamente, Josephine muere en el nacimiento de su hija, y John se queda solo con Blancanieves. Durante el invierno, John, mientras busca la leche para alimentar a su hija, derrama una lágrima en un lago congelado y libera a una criatura verde. A modo de agradecimiento, la criatura le otorga tres deseos. El campesino le pide leche para la bebé, un reino para poder ser rey, y una reina como segunda y nueva esposa (ya que la criatura verde no es capaz de resucitar a Josephine, su primera esposa muerta). Sus deseos se hacen realidad, pero John no sabe que la criatura verde tiene una hermana, una bruja malvada llamada Elspeth, que está a la espera de ascender al trono. Para cumplir el último deseo, la criatura verde transforma a la bruja Elspeth, su fea y malvada hermana, en una mujer joven y hermosa y le da un espejo mágico para que pueda admirar su nueva belleza. Elspeth logra engañar a John, ahora coronado rey, para que se case con ella, y de ese modo Elspeth se convierte en la nueva reina y en la madrastra de Blancanieves. 
Los años pasan, la Reina Elspeth está casada con el Rey John, y tiene una regular relación con su hijastra Blancanieves, que se ha convertido en una hermosa princesa. Cada día, la Reina se encierra en una sala llena de espejos mágicos y le pregunta quién es la dama más bella de todas las damas del reino. Los espejos han sido sacudidos frente a la respuesta de la Reina Elspeth, cada vez que la Reina Elspeth pregunta esta misma pregunta: la misma Reina Elspeth es la dama más bella de todas las damas del reino. Pero un día, después de la llegada de un príncipe guapo llamado Alfred, quién se enamora de Blancanieves, la Reina pregunta a sus espejos mágicos quién es la dama más hermosa de todas las damas del reino y en lugar de su imagen aparece en los espejos la imagen de su hijastra Blancanieves. Furiosa y celosa, Elspeth ordena a Héctor, un criado, que se lleve a su hijastra el bosque, la mate y que le traiga su corazón. La Reina aprovecha que el Príncipe Alfred está solo y lo transforma en un oso con uno de sus espejos mágicos. Sin embargo, el criado no cumple la orden y deja huir a Blancanieves, diciéndole que se escape de la terrible furia de su malvada madrastra. Héctor mata y le quita el corazón a un jabalí, como prueba de que mató a la princesa. Desafortunadamente, la Reina Elspeth descubre el engaño con sus espejos mágicos, y mata al criado. 
Posteriormente, la Reina Elspeth, encierra al Rey John, el padre de Blancanieves, en su sala de espejos mágicos, encierra al Príncipe Alfred, convertido en oso, en una bola de cristal y ahoga a Blancanieves con una cinta embrujada. Blancanieves es salvada por siete enanitos divertidos, que son nombrados y llamados como los siete días de la semana y tienen el poder de transformarse en un arco iris para moverse y a la misma vez teletransportarse de un lugar a otro. El enano mayor, Domingo, de color violeta, es la víctima de un antiguo hechizo de la Reina Elspeth, su cuerpo es mitad estatua de un gnomo de jardín, por lo que todavía se hace. Los siete enanitos de Blancanieves está tomando el cuidado de su pequeña casa oculta entre las hojas, excepto Miércoles, el enano más alto, de color amarillo, que siente recelo hacia Blancanieves, pese a que ella es buena con él. 
Mientras tanto, la Reina Elspeth, después de localizar la casa de los enanos, con uno de sus espejos mágicos, se prepara a envenenar una manzana, mitad roja y envenenada y mitad blanca y buena, y se convierte remodelando su cuerpo con uno de sus espejos mágicos en Josephine, la fallecida esposa de John. Con la ayuda del enano Lunes, el  enano rojo, que luego lo convierte en una estatua de gnomo de jardín, la Reina encuentra a Blancanieves, escondida en la casa de los siete enanitos y la engaña para que caiga en su trampa de comer la mitad roja y envenenada de la manzana, quedando sumida en un sueño profundo. En ese momento los enanitos encuentran y rompen la bola de cristal liberando al príncipe Alfred. 
Cuando Elspeth hace su transformación con el espejo mágico para volver a ser una reina guapa, retorna a su verdadera apariencia de una vieja y fea bruja. Su hermano la castigó por matar a un ser humano dulce y encantador que no había hecho nada malo. Los enanos, al no ser capaces de despertar a Blancanieves, la ponen en un ataúd de hielo y la dejan cerca de la estatua del enano Lunes. En ese mismo momento la Reina rompe su espejo mágico. El Príncipe Alfred, convertido en oso, besa y despierta logrando también liberar así a Blancanieves de su hechizo de su profundo sueño y acto seguido, el Príncipe deja de ser un oso y vuelve a ser humano. También el enano Lunes y el enano Domingo vuelven a la normalidad, los espejos mágicos se rompen, liberando así al Rey John, el padre de Blancanieves, y la Reina Elspeth es asesinada por todas los pequeños gnomos que se habían convertido en estatuas. La criatura verde vuelve al lago. Blancanieves y su príncipe Alfred, se despiden de los siete enanitos y cabalgan al castillo del Rey John, para vivir eternamente felices.

## Reparto
- Miranda Richardson como la Reina Elspeth.
  - Karin Konoval como la Reina Elspeth en su forma de vieja bruja.
- Kristin Kreuk como Blancanieves.
- Tom Irwin como el Rey John, el padre de Blancanieves.
- Vera Farmiga como la Buena Reina Josephine, la buena madre de Blancanieves.
- Tyron Leitso como el Príncipe Alfred.
- Clancy Brown como el genio verde de los deseos.
- Michael Gilden como Lunes, el enanito rojo.
- Mark J. Trombino como Martes, el enanito naranja.
- Vincent Schiavelli como Miércoles, el enanito amarillo.
- Penny Blake como Jueves, el enanito verde.
- Martin Klebba como Viernes, el enanito azul.
- Warwick Davis como Sábado, el enanito añil.
- Michael J. Anderson como Domingo, el enanito violeta.
- José Zúñiga como Héctor, el cazador.

## Lanzamiento
La película fue estrenada en Europa en 2001, pero no debutó en Estados Unidos hasta 2002.